# Pataki Ferenc (tornász)
Pataki Ferenc (Budapest, 1917. szeptember 18. – Budapest, 1988. április 25.) olimpiai bajnok tornász.

## Életútja
1935-től a budapesti VII. kerületi Levente Egyesület, 1945-től a Munkás Testedző Egyesület  (MTE), majd 1950-től 1956-ig a Budapesti Vörös Meteor tornásza volt. Az elsők között alkalmazott gyakorlataiban modern, akrobatikus elemeket. Tizennyolc éven keresztül – 1937-től 1955-ig – volt a magyar tornászválogatott tagja. 1948-ban ő lett a magyar tornasport első mesterfokú férfi bajnoka. Az 1948. évi nyári olimpiai játékokon műszabadgyakorlatban olimpiai bajnoki címet szerzett. Pelle István 1932-ben, Los Angelesben nyert két olimpiai címe után ez volt a magyar tornasport történetében a harmadik magyar olimpiai aranyérem. Számos magyar bajnoki címet nyert, jelentős mértékben neki köszönhető, hogy az 1940-es években a magyar talajtorna fejlődésnek indult. Visszavonulása után artista volt, majd az Állami Artistaképző Intézet tanára lett.

## Sporteredményei
- olimpiai bajnok (műszabadgyakorlat: 1948)
- kétszeres olimpiai 3. helyezett (lóugrás: 1948 ; összesített csapat: 1948)
- olimpiai 6. helyezett (összesített csapat: 1952)
- világbajnoki 7. helyezett (csapat: 1954)
- harminchatszoros magyar bajnok

## Díjai, elismerései
- Magyar Népköztársasági Sportérdemérem arany fokozat (1951)[1]
- A Magyar Népköztársaság Érdemes Sportolója (1954)[2]
- A Magyar Tornasport Halhatatlanja (2014. posztumusz, versenyző kategóriában)

## Képgaléria

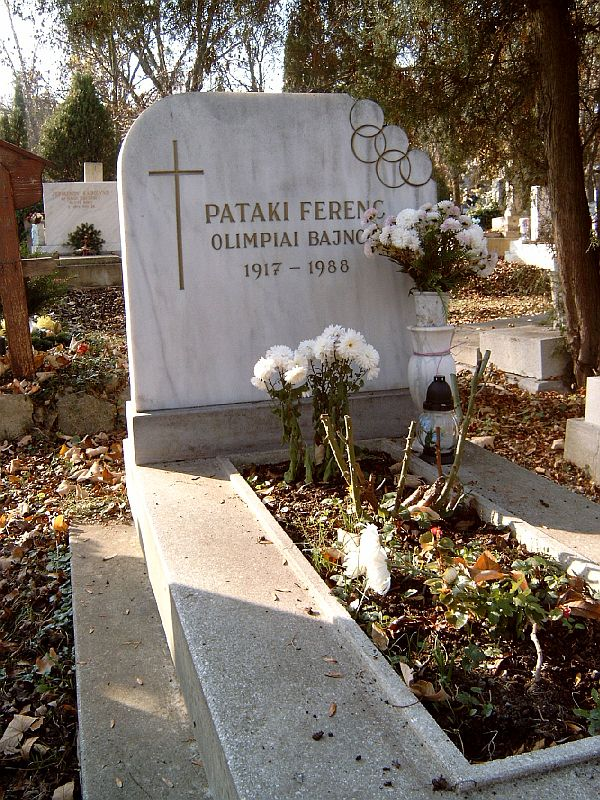
Pataki Ferenc sírja Budapesten. Farkasréti temető: 8/2-1-106.